# Грисьо Ярослав Антонович
Яросла́в Анто́нович Грисьо́ (нар. 16 листопада, 1950, Винники, Львівщина) — український футбольний суддя та функціонер. Колишній голова Федерації футболу Львівської області. Член виконавчого комітету ФФУ. Батько футбольних арбітрів Юрія та Андрія Грися.
У 2011—2012 роках — президент ФК «Львів».

## Життєпис
Закінчив Львівський інститут фізкультури (1971). Протягом 1973—1982 років — учитель фізкультури Львівської СШ № 29, тренер футбольної команди «Харчовик» (Винники).
Протягом 1990—1997 років у ранзі судді провів близько 80 ігор вищої ліги СРСР та України.
1983—1990  роки — завуч, директор футбольної школи СКА, 1991—1993  роки — заступник голови Федерації футболу Львівської області, з 1997 році — голова Федерації футболу області. З 2000 року — член виконкому Федерації футболу України.
У вересні 2011 року загострилася фінансова криза у футбольному клубі «Львів», внаслідок чого тодішній президент клубу Юрій Кіндзерський заявив, що готовий безоплатно віддати клуб будь-кому, хто готовий його фінансувати. Якби такої людини не знайшлося, Кіндзерський мав намір зняти команду зі змагань у Першій лізі. В середині вересня з'явилася інформація, що новий власник клубу таки знайшовся, а 23 вересня було залагоджено всі юридичні нюанси. Відтак 24 вересня стало відомо, що новим власником «Львова» став Ярослав Грисьо.
1 лютого 2012 року Грисьо представив новий тренерський штаб команди на чолі з Володимиром Журавчаком, а також оголосив, що замість президента клубу політику «Львова» будуть провадити четверо інвесторів, імена яких на разі не називають.
З січня 1997-го до грудня 2017-го року – голова ФФЛ.
У 2024 році — почесний член Львівської асоціації футболу.

## Державні нагороди
- Відзнака Президента України — ювілейна медаль «20 років незалежності України» (19 серпня 2011)[7]
- Нагороджений відомчою відзнакою «Заслужений працівник фізичної культури та спорту України».
- Почесною грамотою Кабінету Міністрів України та орденом за «Заслуги ІІІ ступеня».[8]

## Керівники Федерації футболу Львівщини
- 1946—1955 — Гліб Климов
- 1955—1959 — Карло Мікльош
- 1959—1960 — Євген Преображенський
- 1960—1968 — Карло Мікльош
- Борис Гончаров
- Володимир Білецький
- Микола Печерський
- Василь Соломонко
- Михайло Кусень
- 1989—1992 — Іван Сало
- 1992—1997 — Михайло Кусень
- 1997- 2017 — Ярослав Грисьо
- 2017-2024 - Шевченко Олександр Якович.[9]

## Родина
Ярослав Антонович є далеким родичем футболіста Максима Грися. Сини Ярослава Антоновича теж стали суддями: Андрій (1981 р. н.) — арбітр другої категорії, судить поєдинки Першої ліги України; Юрій (1974 р. н.) — арбітр першої категорії, судить матчі Прем'єр-ліги України.